# Višji štabni vodnik (Slovenska vojska)
Višji štabni vodnik je prvi višji podčastniški čin v uporabi v Slovenski vojski (SV). Višji štabni vodnik je tako nadrejen štabnemu vodniku in podrejen praporščaku.
V skladu z Natovim standardom STANAG 2116  spada čin v razred OR-8.
Višji štabni vodnik opravlja prve - osnovne dolžnosti višjih podčastnikov. Poveljuje enoti ali opravlja zahtevnejša dela in naloge v vseh treh kariernih stebrih. Izvaja naloge v štabnem procesu med usposabljanjem, urjenjem in rednim delom. Načrtuje, organizira, nadzira, vodi in izvaja usposabljanje in urjenje ter vsakodnevne priprave podrejenih. Samostojno izdeluje in vodi evidence, preglednice, analize, ter poročila na svojem strokovnem področju oziroma pripravlja navodila, ter nudi pomoč podrejenim. Sodeluje pri načrtovanju usposabljanja, urjenja, rednega dela, oskrbe in vzdrževanja. Zagotavlja izvajanje predpisov, navodil in ukazov v enoti.
Tipične dolžnosti v SV so poveljnik, enotovni PČ samsotojenga voda, vodja OE, višji inštruktor, višji štabni PČ na bataljonski/polkovni ravni ter višji PČ specialist.

## Oznaka
Oznaka čina je sestavljena iz ene velike, peterokotne ploščice, na kateri se nahaja lipov list, nanjo pa so pritrjene tri ploščice v obliki črke V.

## Zakonodaja
Višje štabne vodnike imenuje minister za obrambo Republike Slovenije na predlog načelnika Generalštaba Slovenske vojske.
Vojaška oseba lahko napreduje v čin višjega štabnega vodnika, »če je s činom štabnega vodnika razporejen na dolžnost, za katero se zahteva čin višjega štabnega vodnika ter je to dolžnost opravljal najmanj eno leto s službeno oceno »odličen« oziroma najmanj tri leta s službeno oceno »dober««.
Predhodno mora vojaška oseba pridobiti višjo stopnjo strokovne izobrazbe in uspešno opraviti šolanje na DVSIU - Nadaljevaljnem tečaju za podčastnike II. stopnje oziroma Višjem tečaju za podčastnike ali uspešno zaključijo izobraževanje po programu Višje strokovne šole z vojaškim modulom.